# Mabel May-Yong

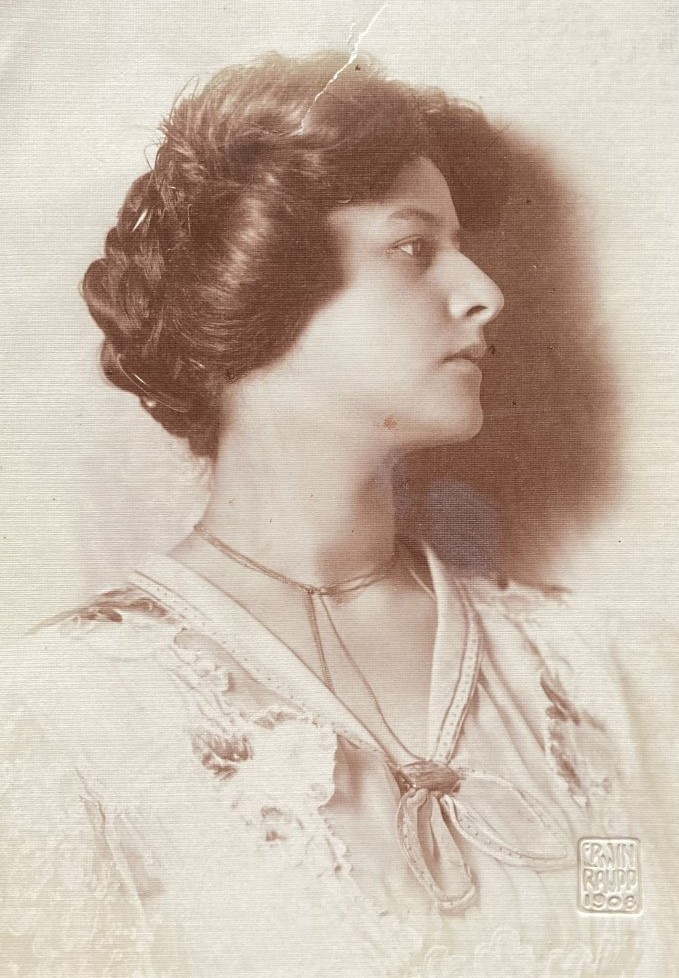
Mabel May-Yong auf einer Fotografie von Erwin Raupp, 1908

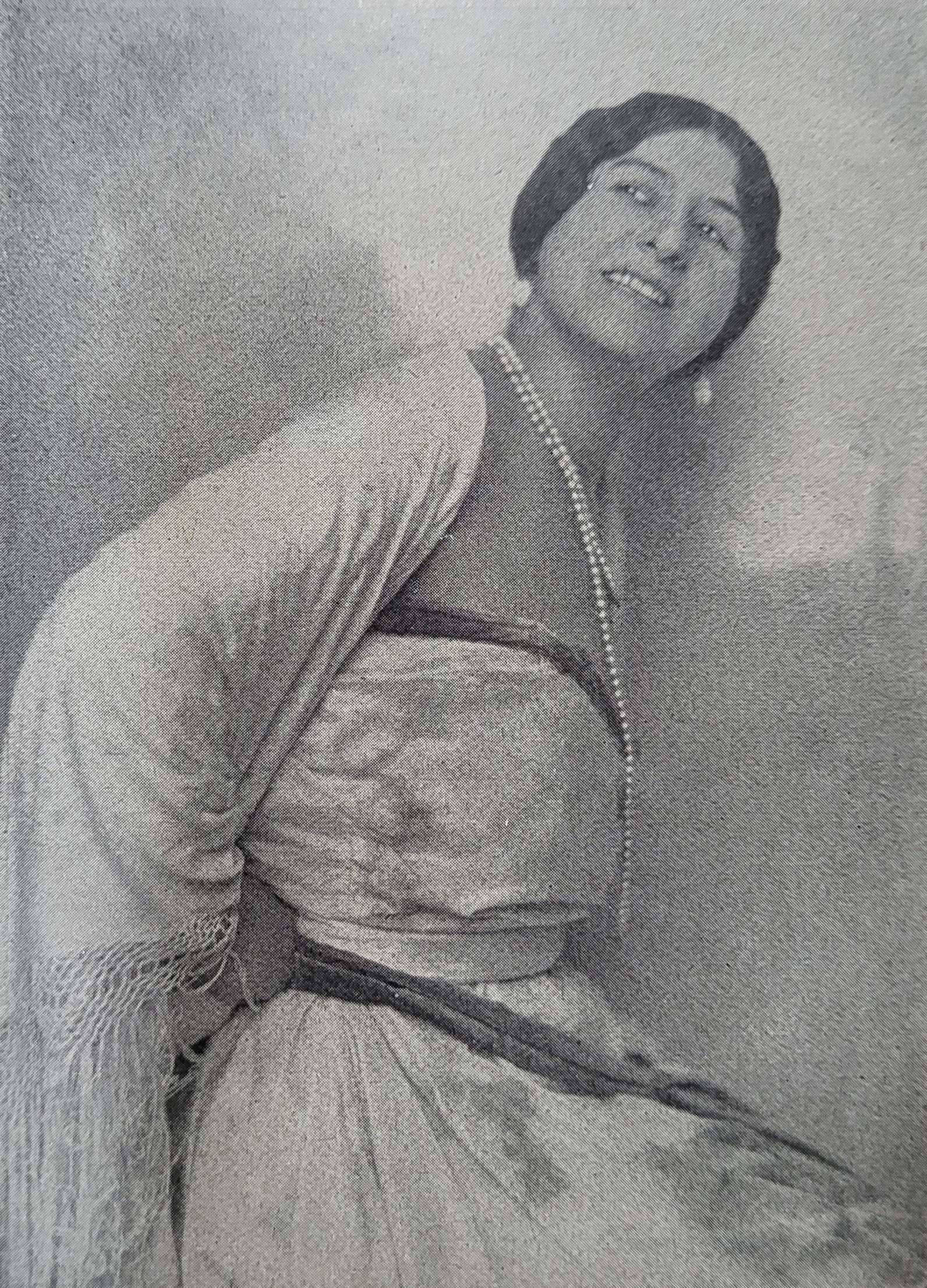
Mabel May-Yong auf einer Fotografie von Wilhelm Willinger, um 1920

Mabel May-Yong, auch May de Yong, (* 28. Juni 1884 als Alice Mabel Auguste Scharrer in Magdeburg; † 3. April 1968 in Bremen) war eine deutsche Tänzerin und Schauspielerin bei Bühne und dem Stummfilm der frühen 1920er Jahre.

## Leben und Wirken

### Herkunft und berufliche Anfänge
Über Mabel May-Yongs Herkunft und Vita herrschte lange Zeit Ungewissheit. Sie war die Tochter des Kaufmanns Max Richard Albrecht Scharrer und einer Chinesin namens Ho A Mei, verehelichte Elizabeth Ann Scharrer. Seit Beginn des 20. Jahrhunderts versuchte sie sich als (zumeist sehr spärlich bekleidete) Tänzerin und ist an einigen Berliner Bühnen der Kaiserzeit nachzuweisen. Kurz nach dem Kriegsausbruch 1914 führte sie via Rotterdam eine Tournee in die Vereinigten Staaten. In New York City absolvierte die Tänzerin Auftritte an den Vaudeville-Bühnen Astor Theatre und Victoria Theatre. Im November 1916 ist Mabel May-Yong mit einem Gastspiel an Wiens Apollo-Varieté-Theater nachzuweisen, wo sie, wie schon zwei Jahre zuvor in New York, den Tanz der Liebe „von ihrem Erwachen bis zur Resignation“ aufführte.

### Beim Film
Als gleich nach Ende des Krieges in Berliner Ateliers zuhauf so genannte Sensationsfilme mit „exotischen“ Stoffen und dramatischen Inhalten in Produktion gingen, war Mabel May-Yong, die sich (anfänglich noch unter dem Namen May de Jong) einen Namen mit Darbietungen „exotischer“ Tänze, etwa im Stil der Mata Hari, gemacht hatte, eine Zeit lang sehr gefragt. In nicht einmal fünf Jahren drehte sie über zwei Dutzend Filme. Angelehnt an den Rollentypus, den in Hollywood die US-Kollegin Theda Bara perfekt verkörperte, trat die deutsch-chinesische Künstlerin als fremdländische, laszive Verführerin vom Dienst vor die Kamera und brachte dort auch mehrfach ihr tänzerisches Können zum Besten. Nach der für sie typischen Rolle einer exotischen Tänzerin namens Voo Do in Das Kabinett des Dr. Segato (mit Theodor Loos in der Titelrolle) und ihrer Hauptrolle in dem im Februar 1923 erstmals gezeigten Sensations- und Abenteuerfilm Was der Totenkopf erzählt, der in Deutschland erst zwei Jahre später unter dem Titel Entsiegelte Lippen anlief, war 1923 ihre ebenso kurze wie wenig Nachhall besitzende Filmkarriere bereits wieder beendet. Anschließend verschwand Mabel May-Yong komplett aus dem Blickfeld der Öffentlichkeit.

### Privates
Mabel May-Yong war viermal verheiratet: Von 1904 bis 1908 mit dem Architekten Hermann König, von 1912 bis 1914 mit dem Freiherrn Karl von Schenck zu Schweinsberg, anschließend mit dem Redakteur Arnold Jünke und ab 1922 schließlich mit dem Kaufmann Erich Quiring, mit dem sie späterhin wieder in ihrer Geburtsstadt Magdeburg lebte. Seit 1947 verwitwet, verließ Mabel Quiring 1950 die soeben gegründete DDR und übersiedelte nach Bremen, wo sie 1968 verstarb.

## Filmografie
- 1918: Um die Liebe des Dompteurs
- 1919: Dämon der Welt, 2. Teil: Wirbel des Verderbens
- 1919: Der Diplomatensäugling
- 1920: Tamburin und Castagnetten
- 1920: Manus immaculata
- 1920: Indische Rache
- 1920: Der indische Todesring
- 1920: Der langsame Tod
- 1920: Eine gefährliche Fahrt
- 1920: Die goldene Mauer
- 1920: Das schwarze Boot
- 1920: Fasching
- 1920: Kriminalpolizei, Abteilung „Mord“
- 1920: Dämon der Welt, 3. Teil: Das goldene Gift
- 1921: Das Haus der Qualen
- 1921: Erzgauner
- 1921: Millionenschieber
- 1921: Der Flug in den Tod
- 1921: Das Abenteuer des Dr. Kircheisen
- 1922: Schuld und Sühne
- 1922: Die Filibustier
- 1922: Frauen, die die Ehe brechen
- 1923: Das Kabinett des Dr. Segato
- 1923: Was der Totenkopf erzählt / Entsiegelte Lippen